# Wakarusa (Indiana)
Pour les articles homonymes, voir Wakarusa.
Wakarusa est une commune des États-Unis située dans le comté d'Elkhart, dans l'Indiana.

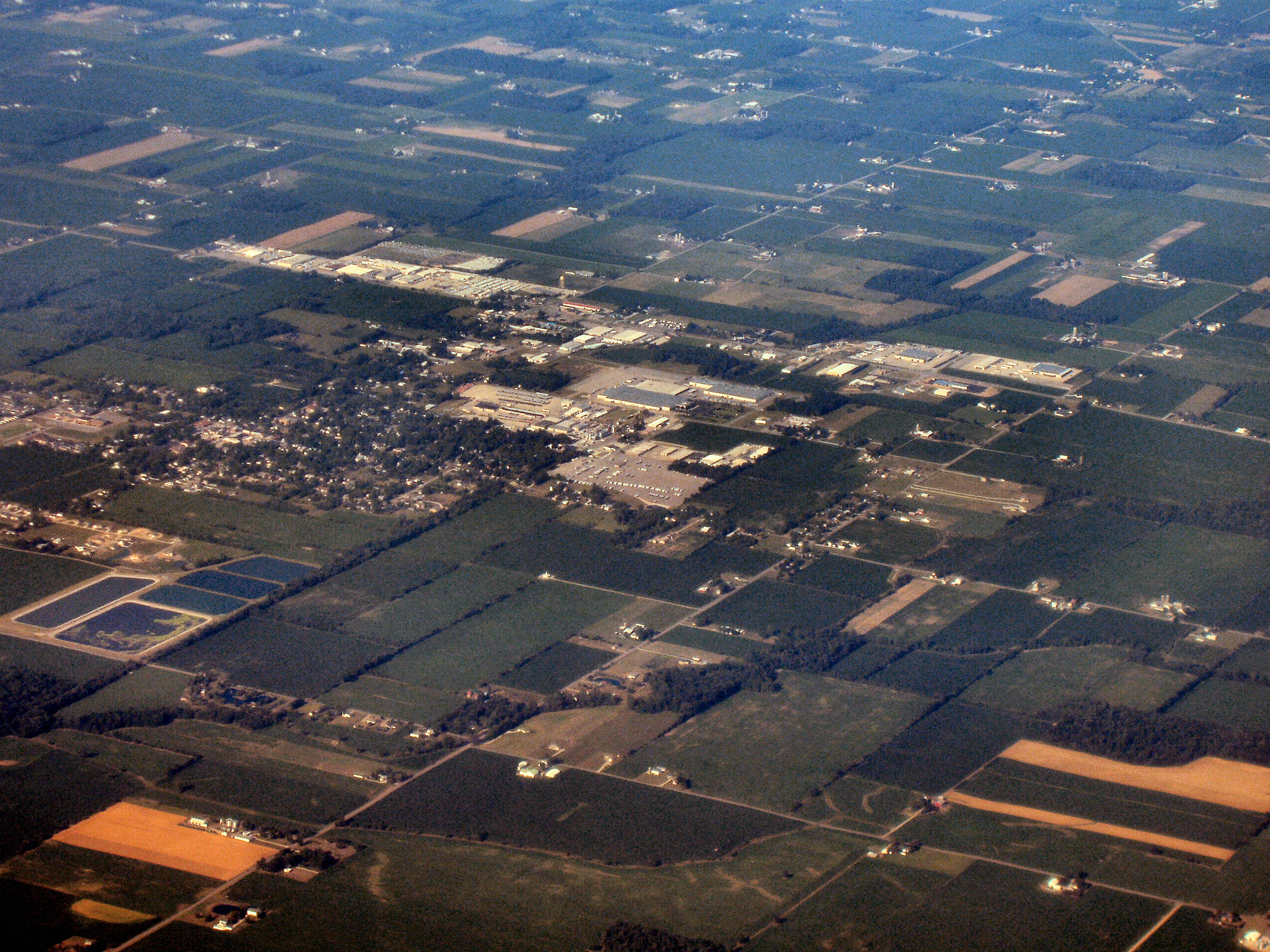
Vue aérienne (2005).

## Histoire
La ville a été fondée en 1852 sous le nom de Salem, mais a acquis son nom actuel en 1859.